# Fédor Chaliapine

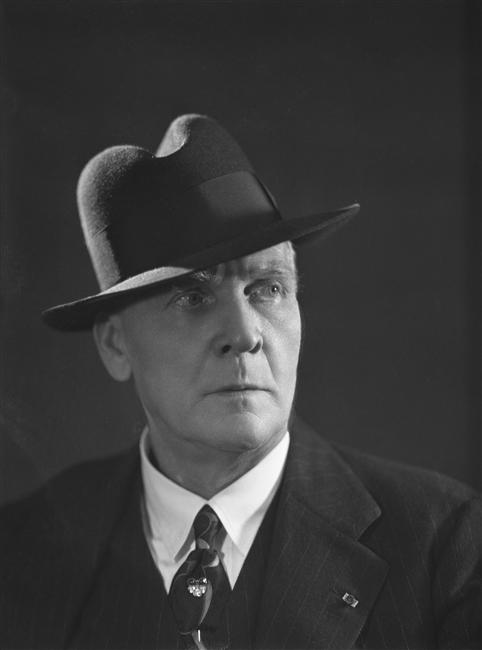
Fédor Chaliapine en 1938 (photo studio Harcourt)

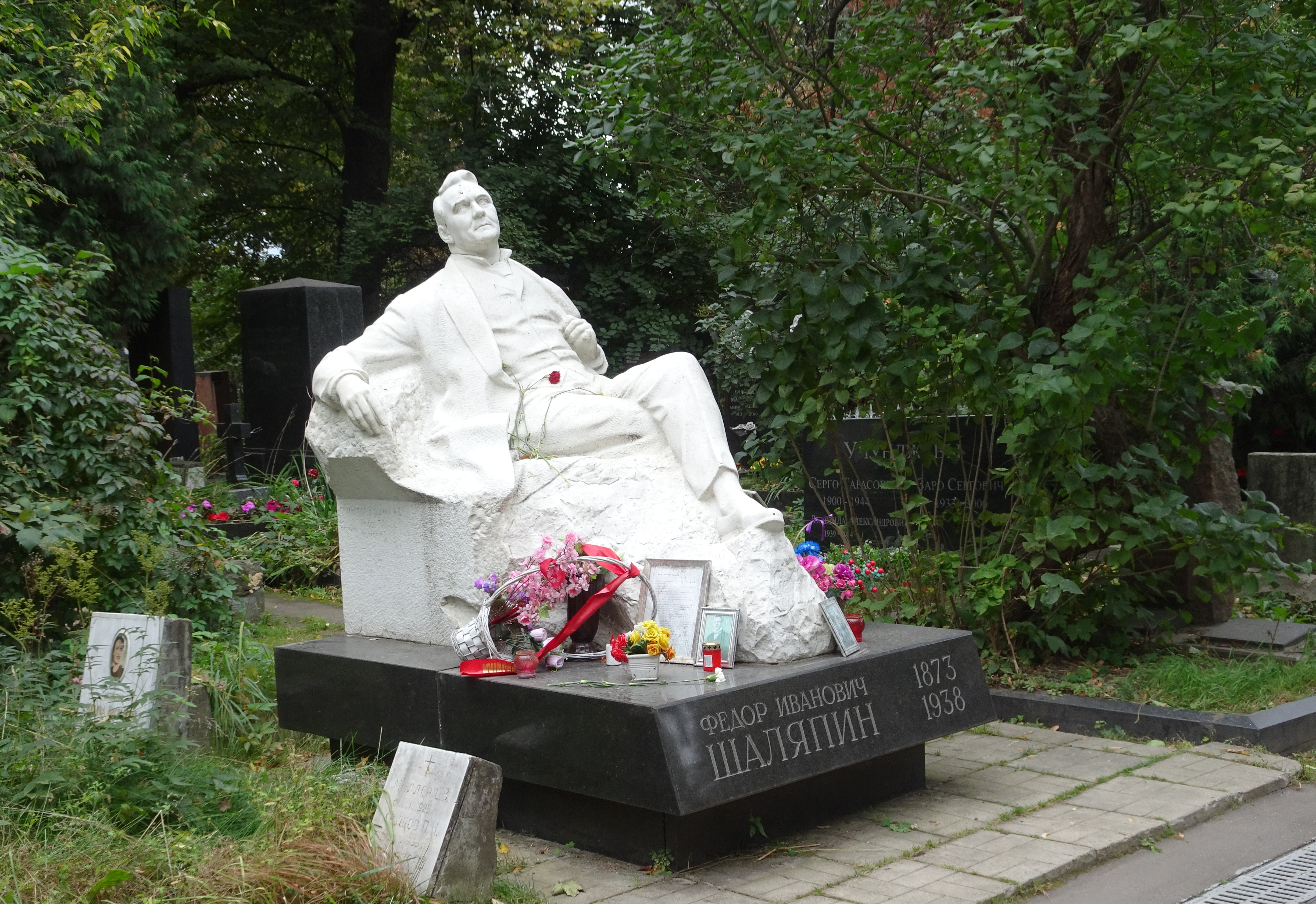
Tombe de Chaliapine au cimetière de Novodiévitchi (Moscou)

Fédor (Féodor ou Fiodor) Ivanovitch Chaliapine (en russe : Фёдор Иванович Шаляпин), né le 1er février 1873 (13 février 1873 dans le calendrier grégorien) à Ometeva (province de Kazan) et mort le 12 avril 1938 à Paris, est un chanteur d'opéra (basse) et acteur russe.

## Biographie
Chaliapine était considéré comme la plus grande basse slave de son temps, et ses successeurs les plus illustres (Mark Reizen, Boris Christoff, Nicolaï Ghiaurov) ont tous été jugés — avec sévérité — à son aune. Ses interprétations de Boris Godounov et de Dossiféï (personnages de Modeste Moussorgski) et de Salieri (opéra Mozart et Salieri de Nikolaï Rimski-Korsakov) sont toujours considérées comme immortelles.
Né dans un milieu très modeste, il est d'abord apprenti chez un chausseur, puis chez un charpentier, avant d'aider son père dans ses fonctions administratives. On raconte qu'il apprend à lire grâce à un voisin, Maxime Gorki. Son enfance n'est pas heureuse, sous la férule d'un père alcoolique.
Il commence à chanter à l'âge de neuf ans, dans le chœur de l'église locale, comme alto. À 16 ans, il commence à chanter dans des compagnies lyriques itinérantes et c'est dans une de ces tournées qu'il rencontre celui qui sera son seul et unique professeur, Dimitri Oussatov.
Sa carrière commença en Russie, à l'opéra de Tiflis, puis particulièrement à Saint-Pétersbourg. De 1899 à 1914, il fut engagé au Bolchoï, où grandit sa réputation. Son incarnation de Boris Godounov à Paris en 1908 le révéla non seulement au public parisien, mais révéla en même temps l'opéra de Moussorgski. Parallèlement aux Ballets Russes de Diaghilev, Chaliapine contribua à faire vivre la mode musicale russe tant à Paris qu'à Monte-Carlo et à Londres (Covent Garden), où il laissa des souvenirs inoubliables grâce à son talent de comédien et sa voix d'une tessiture exceptionnelle. Chaliapine fit des tournées à travers le monde (États-Unis, 1907, 1925 ; Australie, 1926). Il s'imposa non seulement comme le « Boris » du siècle, mais aussi comme un Méphistophélès mémorable, tant dans l'opéra de Gounod que dans celui d'Arrigo Boito.
Il incarna Don Quichotte au cinéma, dans le film de Georg Wilhelm Pabst (1933). Il avait commandé pour ce film des chansons à Jacques Ibert et le Don Quichotte à Dulcinée de Ravel (qui ne fut pas retenu). Parmi les enregistrements significatifs, il faut signaler le Chant des bateliers de la Volga.
Chaliapine fut autorisé à quitter l'URSS le 31 mars 1922 pour une tournée à l'étranger en dépit des objections de la Tcheka. Il choisit alors de ne pas retourner en URSS. Il s'installa d'abord en Finlande puis à Paris, où se lia à de nombreux artistes. Parmi eux, Jean Cocteau fut l'un de ses admirateurs. Tout en demeurant profondément russe, Chaliapine s'acclimata très bien à la grand ville cosmopolite et artistique qu'était alors Paris, et est parfois nommé Théodore Chaliapine (francisation de Fédor). Au cours de son exil, il termina son autobiographie (Ma Vie) qu'il avait commencée en travaillant avec l'écrivain Maxime Gorki.
Son fils Fédor Chaliapine fils (1905-1992) était acteur de cinéma. Il a tourné dans des films européens, notamment italiens et français. Pour le public actuel, il est surtout connu comme celui qui a incarné en 1986 le rôle de Jorge de Burgos dans le film Le Nom de la rose de Jean-Jacques Annaud. L'une des filles de Fédor Chaliapine a épousé le réalisateur français Jean de Limur, et une autre de ses filles, Marina, a été mariée au journaliste et homme politique italien Luigi Freddi.
Chaliapine vécut à Paris, 22 avenue d'Eylau, où il mourut de leucémie. Enterré à Paris, Chaliapine reposait au cimetière des Batignolles jusqu'en 1984, année où ses restes furent transférés au cimetière de Novodevitchi de Moscou.
Il possédait une belle villa sur la colline Sainte-Barbe de Saint-Jean-de-Luz, donnant sur la baie.

## Filmographie
- 1915 : Tsar Ivan Vassilievich Grozny (Царь Иван Васильевич Грозный) de Alexandre Ivanov-Gaï : Ivan le Terrible
- 1932 : Don Quichotte de Georg Wilhelm Pabst : Don Quichotte

## Hommages
La principauté de Monaco a choisi de lui rendre hommage en 2018 par l'émission d'un timbre-poste de 3 euros, dessiné par Cyril de La Patellière, car il avait chanté à l'opéra de Monte-Carlo.

## Galerie

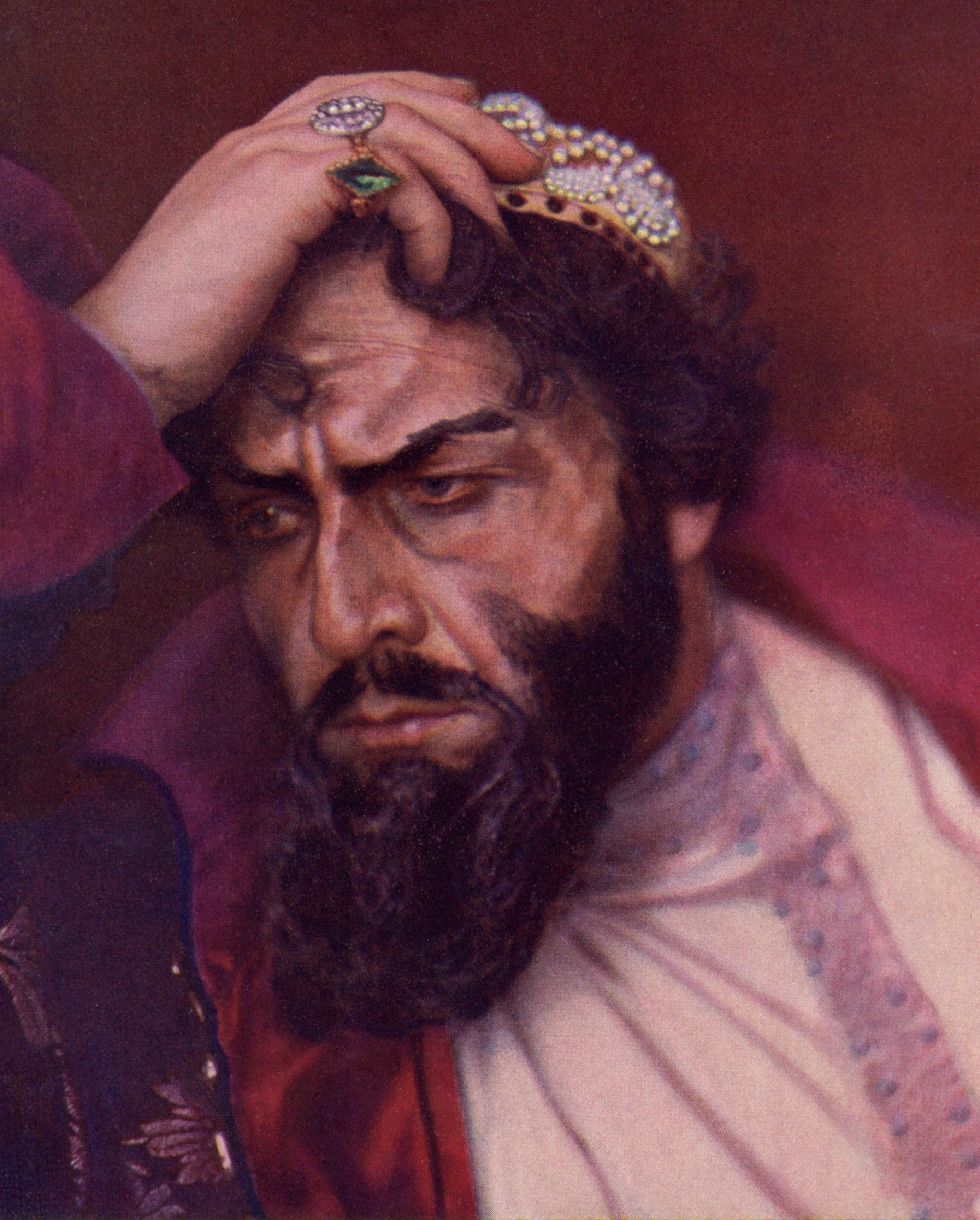
Chaliapine dans le rôle éponyme de Boris Godounov dans l'opéra de Moussorgski (Photo de Sergueï Prokoudine-Gorski 1915).
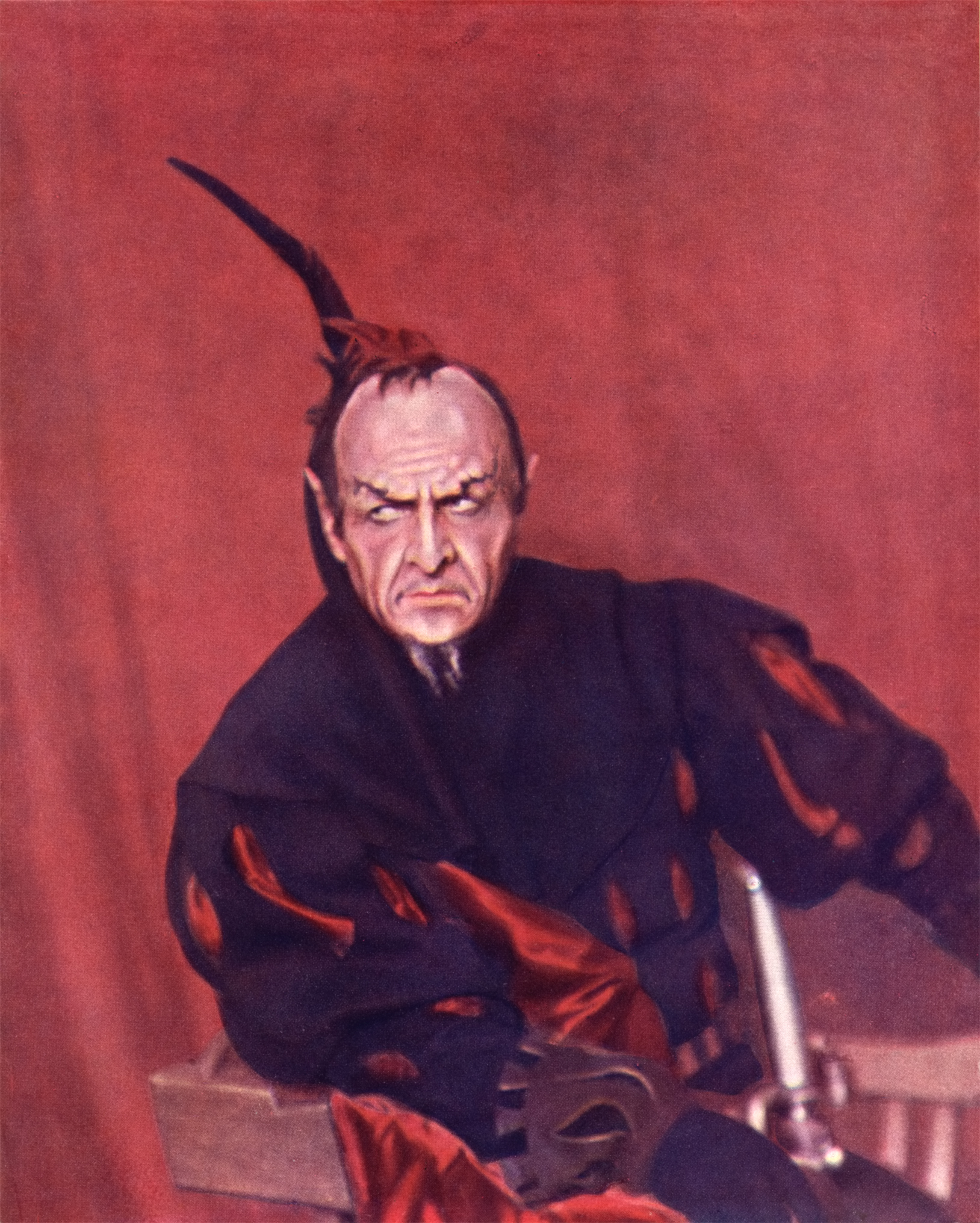
Chaliapine dans le rôle de Méphistophélès dans Faust.
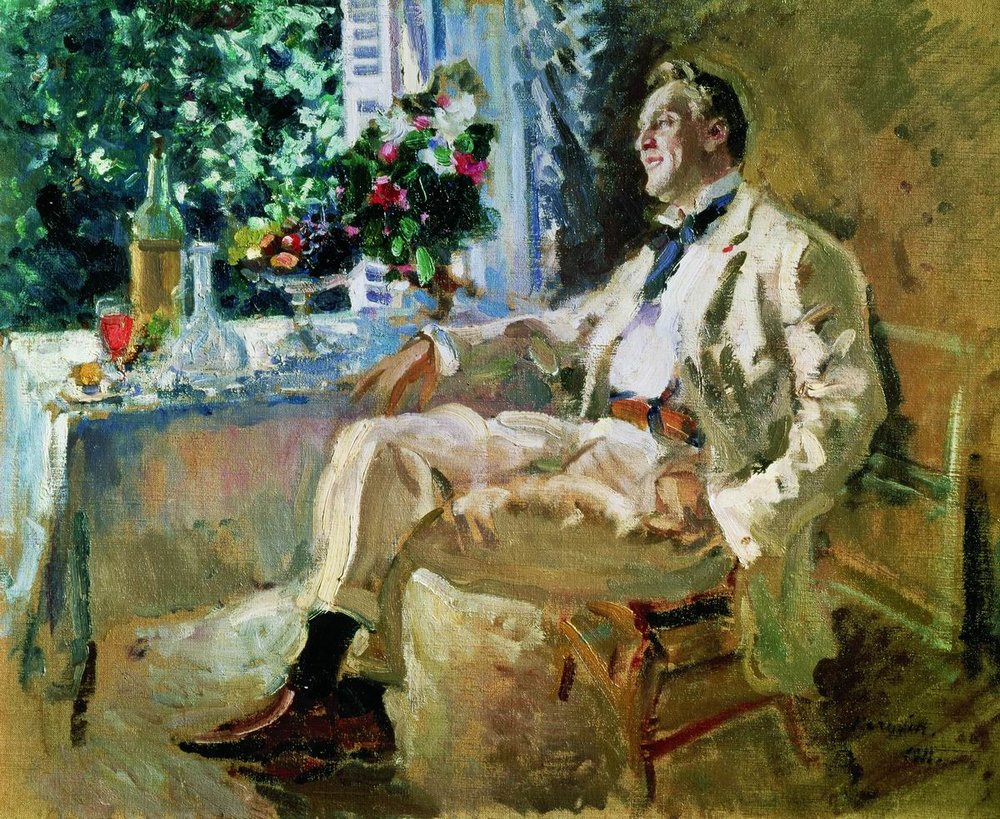
Portrait de Fédor Chaliapine par son ami Constantin Korovine (1911).
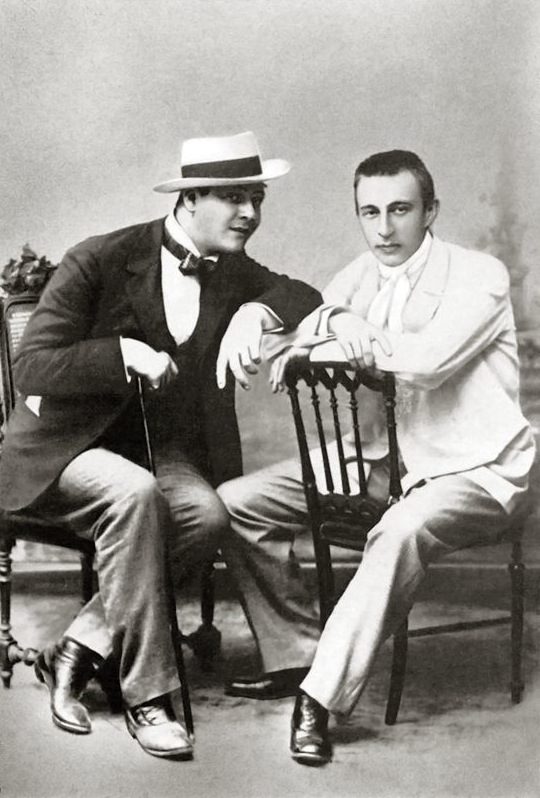
Chaliapine et Rachmaninov en 1890.
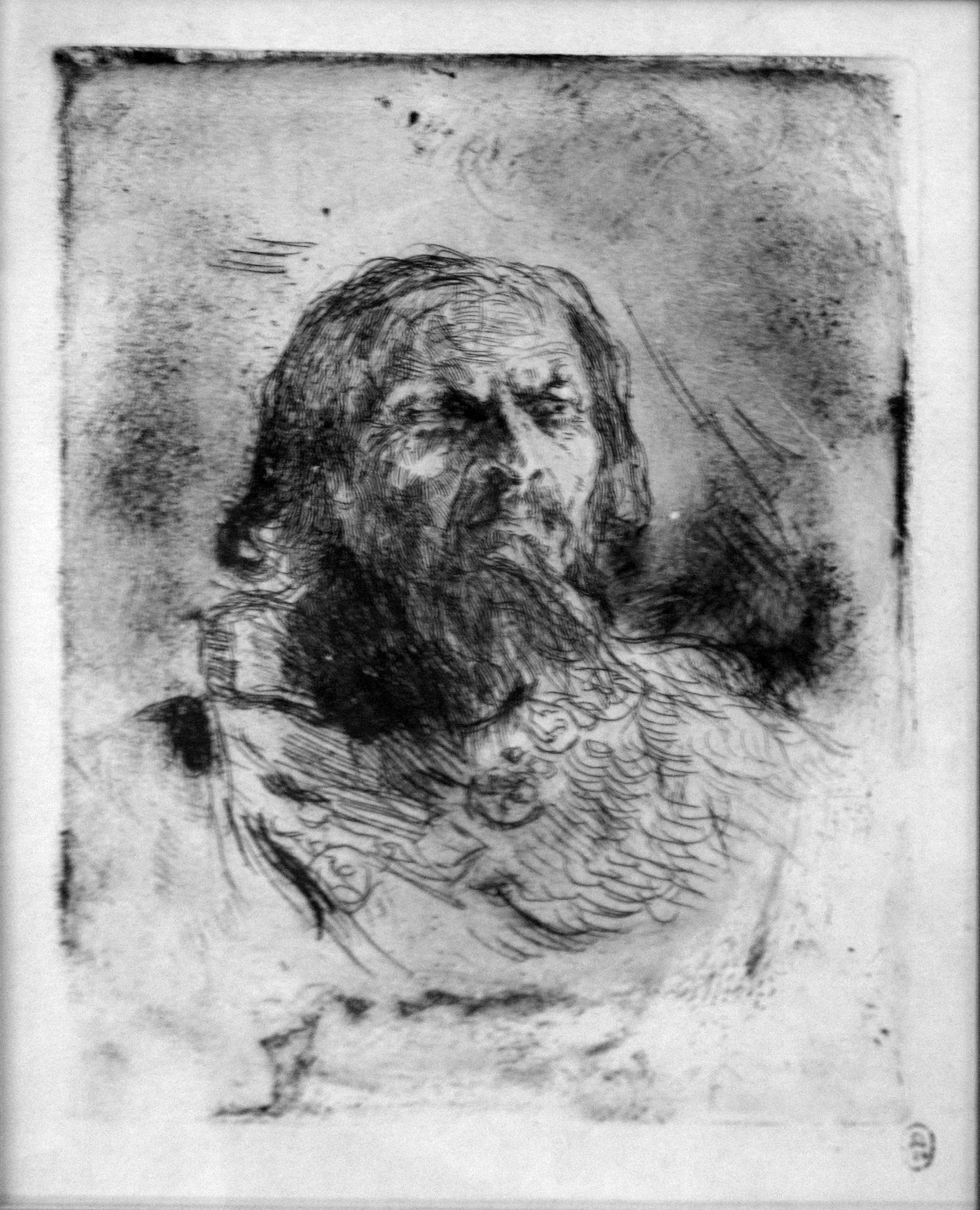
Valentin Alexandrovitch Serov : Fédor Chaliapine dans le rôle d'Ivan le Terrible, 1897.
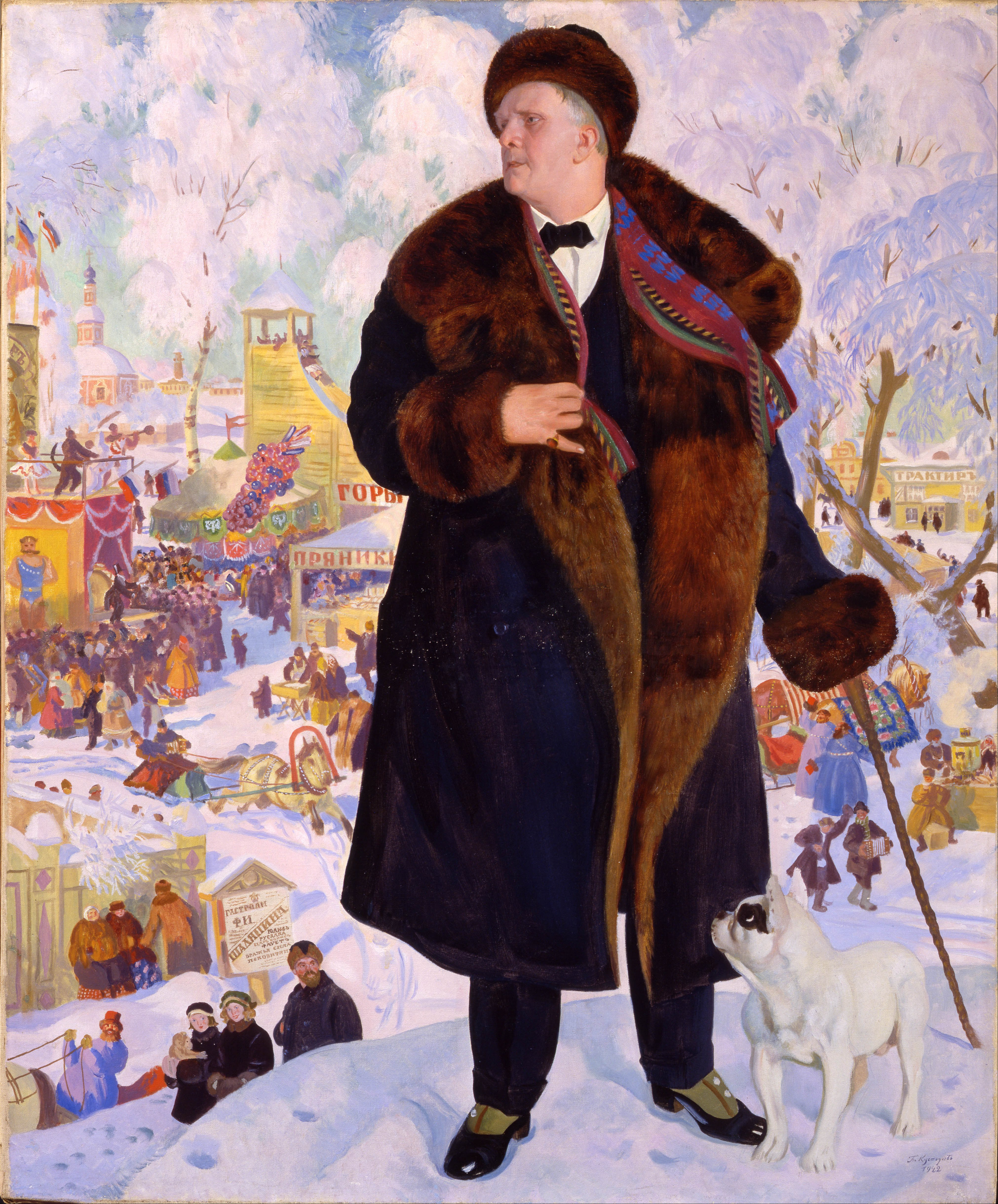
Boris Koustodiev - Portrait de Chaliapine.
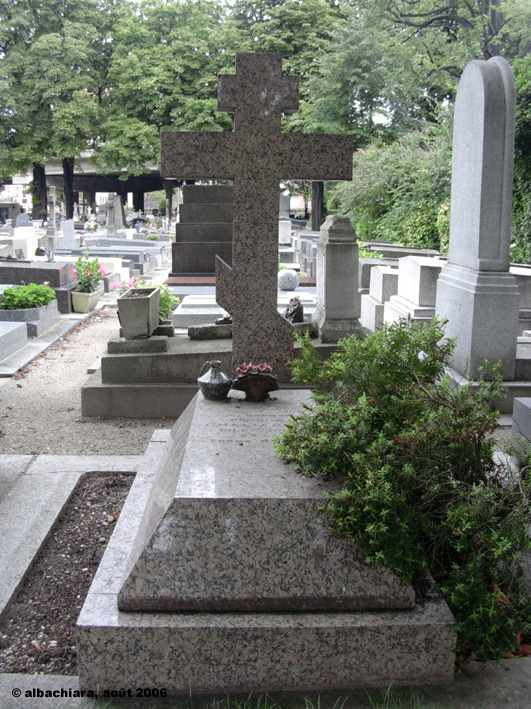
Tombe de Chaliapine à Paris.
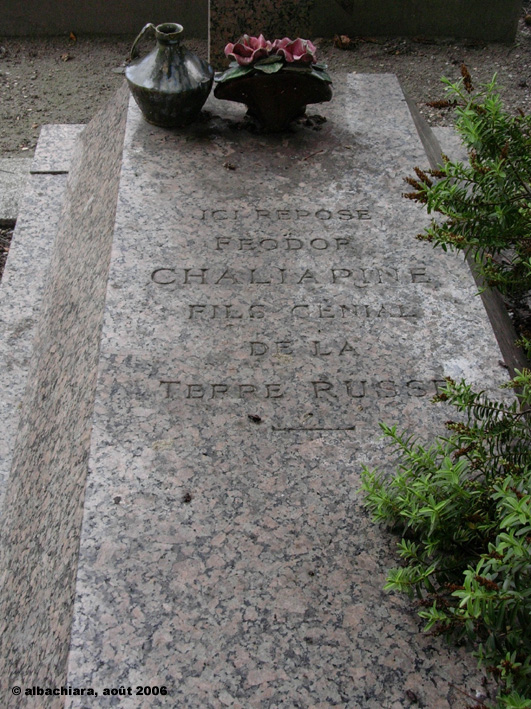
Tombe de Chaliapine à Paris (détail).
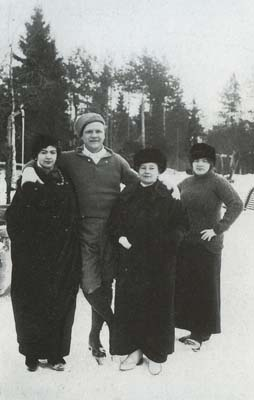
Chaliapine à Kuokkala en Finlande en 1914, photographie de Bulla.
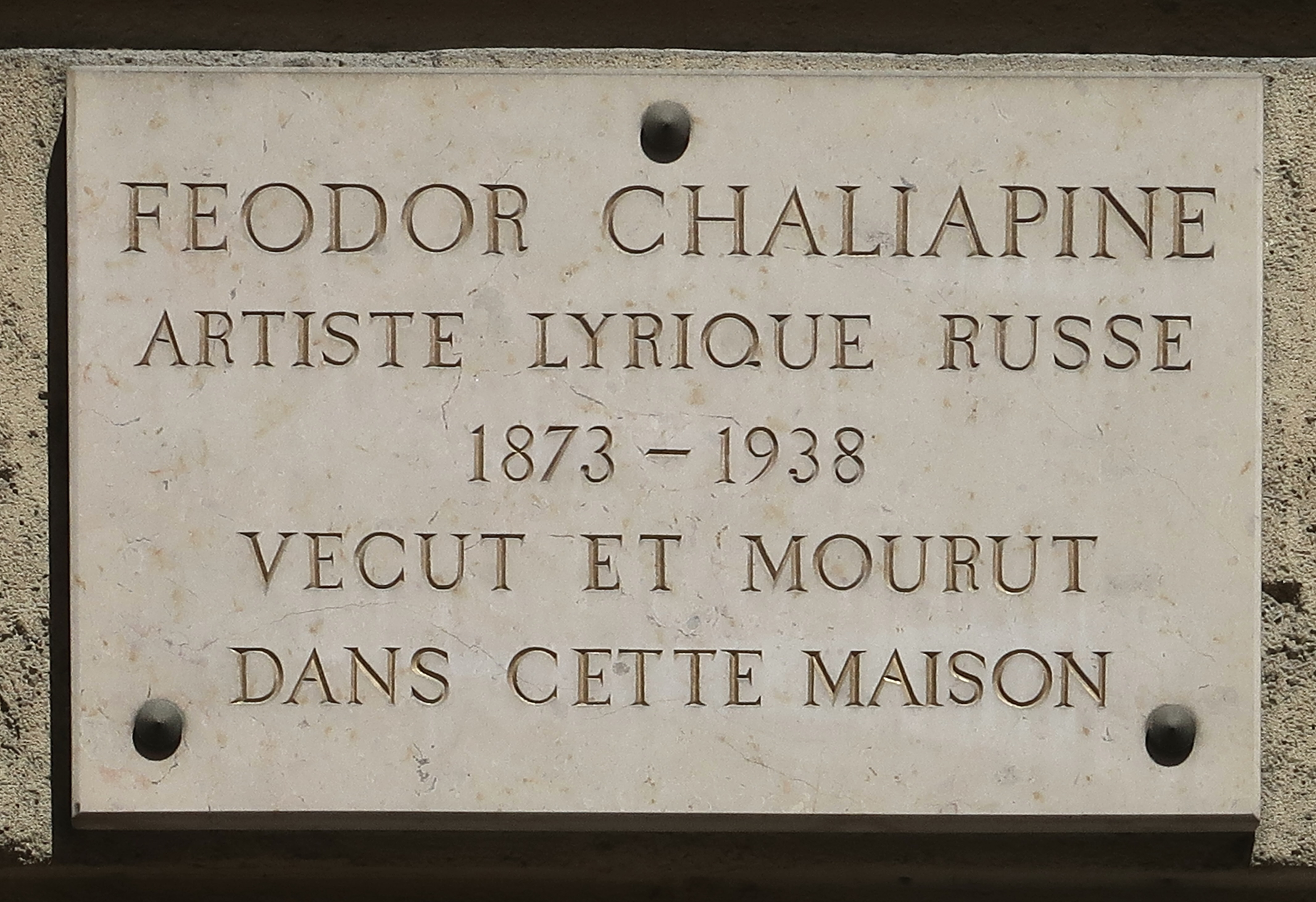
Plaque au 22 avenue d'Eylau (16e arrondissement de Paris), où il vécut.